# Некора, Василий Михайлович
Василий Михайлович Некора (1844 — 17 (29) февраля 1888 года) — российский архитектор, гражданский инженер. Автор большого количества частных построек в Санкт-Петербурге.

## Биография
В 1865 году поступил в Петербургское строительное училище, которое окончил в 1870 году по первому разряду. В том же году причислен в Техническо-строительный комитет Министерства внутренних дел. В 1872 году назначен сверхштатным техником строительного отдела петербургской городской управы. В 1873 году за проект водоснабжения Петербургской части возведён в звание инженер-архитектора и причислен к министерству внутренних дел. С 1876 занял должность архитектора петербургской городской управы. В 1883 году по прошению вышел в отставку.
Действительный член Петербургского общества архитекторов (с 1873 года). Проживал по адресам: Невский проспект, 122 (1874), Озерной переулок, 12, Набережная реки Фонтанки, 147 — переулок Макаренко, 15 (1881), Садовая улица, 70 (1883)

## Проекты и постройки

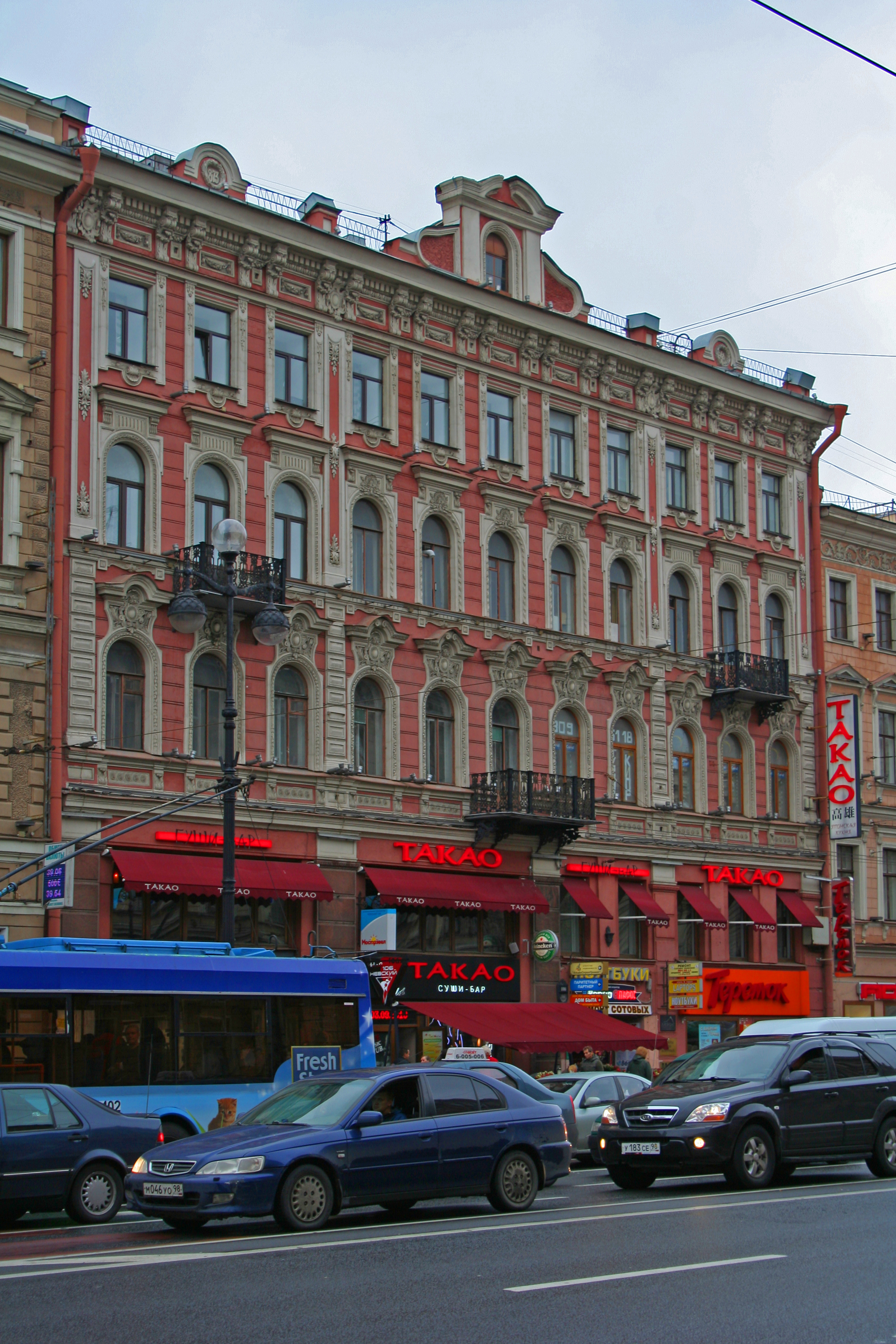
Невский пр., д. № 106

- Доходный дом А. Е. Шлякова (перестройка). Невский проспект, 106 (1873; перестроен);
- Доходный дом. Разъезжая улица, 20 (1873—1874);
- Доходный дом А. И. Лихачевой (перестройка). Проспект Римского-Корсакова, 6 — Вознесенский проспект, 37 (1873—1875; не сохранился);
- Доходный дом П. Н. Коноваловой. Озерной переулок, 12 (1874);
- Доходный дом (перестройка). Улица Тюшина, 12 (1876);
- Здание отеля «Дагмар». Садовая улица, 9 (1877);
- Доходный дом. Можайская улица, 29 (1877; надстроен);
- Доходный дом А. Л. Кекина (перестройка). Невский проспект, 76 — Литейный проспект, 63 (1877; фасады изменены);
- Жилой флигель и службы. 11-я Красноармейская улица, 6 (1877—1878; включены в существующее здание).
- Доходный дом (угловая часть). Дегтярная улица, 35 — 9-я Советская улица, 22 (1878);
- Доходный дом (перестройка). Невский проспект, 109 (1878—1879);
- Доходный дом (перестройка). Казанская улица, 13 (1878—1880);
- Доходный дом князя Н. Д. Багратиона-Мухранского. Колокольная улица, 14 — Поварской переулок, 14 (1879);
- Доходный дом (надстройка). Невский проспект, 172 — Исполкомская улица, 1 (1879);
- Доходный дом. Харьковская улица, 5 (1879);
- Доходный дом. Старо-Петергофский проспект, 18 (1879; надстроен);
- Доходный дом. 8-я Красноармейская улица, 4 — Якобштадтский переулок, 5 (1879);
- Доходный дом (включён существовавший дом). Малый проспект Васильевского острова, 37 — 12-я линия ВО, 49 (1879—1880; надстроен);
- здание гвоздильного завода В. В. Бари. Звенигородская улица, 11 — Набережная Обводного канала, 91 (1880; расширено и перестроено);  памятник архитектуры (вновь выявленный объект)[10]
- Доходный дом. Звенигородская улица, 24 (1880);
- Доходный дом (перестройка). Гончарная улица, 9 (1880);
- Доходный дом. Набережная реки Фонтанки, 147 — переулок Макаренко, 15 (1880);
- Доходный дом. Набережная реки Фонтанки, 149 (1880);
- Доходный дом. Верейская улица, 15 (1881);
- Сквер на Пушкинской улице (1881; планировка, совместно с садовым мастером И. П. Визе);
- Доходный дом. Подольская улица, 29 — Серпуховская улица, 30 (1883);
- Здание табачной фабрики А Н. Богданова. Улица Правды, 16 (1883);
- Доходный дом В. Г. Алексеева (перестройка). Невский проспект, 74 (1886—1887, фасад изменен).